# Ludwik II Jąkała
Ludwik II Jąkała, franc. Louis le Bègue (ur. 1 listopada 846, zm. 10 kwietnia 879 w Compiègne) – od 877 r. król zachodniofrankijski, syn Karola II Łysego (823-877), z dynastii Karolingów francuskich, oraz Ermentrudy, córki Odona I, hrabiego Orleanu.
W 856 został ogłoszony królem Neustrii, a w 867 r., po śmierci swojego młodszego brata Karola Dziecię, został królem Akwitanii
. Po śmierci ojca w 877 r. objął rządy w całym królestwie zachodniofrankijskim. 8 grudnia 877 r. został koronowany w Reims przez tamtejszego arcybiskupa Hincmara. Powtórna koronacja odbyła się 7 września 878 r. Ludwika koronował papież Jan VIII, który przybył do Francji na synod kościelny. Uroczystości odbyły się w Troyes. Papież zaoferował Ludwikowi koronę cesarską, ale ten odmówił.
Ludwik był słabego zdrowia i przeżył ojca tylko o 2 lata. W okresie jego panowania role i możliwości władzy królewskiej w kraju nieustannie malały, wzrastała natomiast odrębność księstw i hrabstw: Akwitanii, Gaskonii, Tuluzy, Burgundii, Owernii, Normandii, Bretanii, Flandrii i innych, oraz rosła potęga wielkich baronów. Nie odgrywał aktywnej roli na scenie międzynarodowej. Kronikarze opisywali go jako prostego i miłego człowieka, miłującego pokój, religię i sprawiedliwość.
Ludwik był dwukrotnie żonaty. Po raz pierwszy ożenił się w marcu 862 r. z Ansgardą (zm. 2 listopada po 879), córką hrabiego Harduina. Ślub odbył się potajemnie i wbrew woli ojca Ludwika, który też rychło wyjednał u papieża unieważnienie małżeństwa. Ludwik i Ansgarda mieli razem dwóch synów i dwie córki:
- Hildegarda (864 – ?)
- Gizela (865 – 884), żona Roberta, hrabiego Troyes
- Ludwik III (ok. 865 – 5 sierpnia 882), król Franków Zachodnich
- Karloman II (ok. 866 – 12 grudnia 884), król Franków Zachodnich

Drugą żoną Ludwika była Adelajda z Paryża (850/853 – 10 listopada 901), córkę Adalarda, hrabiego Paryża. Małżeństwo to nie było udane i Ludwik starał się, bezskutecznie, o rozwiązanie tego małżeństwa z powodu zbyt bliskiego pokrewieństwa (babka Adelajdy była nieślubną córką Ludwika I Pobożnego, dziadka Ludwika II, lub Karola Wielkiego, jego pradziadka). Podczas powtórnej koronacji królewskiej w 878 r. Ludwik odmówił zgody na koronację Adelajdy. Ludwik i Adelajda mieli razem syna i córkę:
- Ermentruda (875 – 914), żona Wernera z Ivrei
- Karol III Prostak (17 września 879 – 7 października 929), król Franków Zachodnich

W 879 r. Ludwik wyruszył na wyprawę wojenną przeciwko wikingom. Podczas marszu na północ poczuł się źle i zmarł w Compiègne 10 kwietnia 879 r. Po jego śmierci państwo zostało podzielone między jego dwóch synów - Ludwika III i Karlomana II.

## W kulturze
Seria Crusader Kings – jednym z grywalnych władców jest Ludwik "Jąkała" Karoling, przedstawiony jako hrabia Bellac.